# Hartův ostrov (Bronx)
Hartův ostrov (anglicky Hart Island) je ostrov v americkém státě New York. Ostrov má rozlohu 53 hektarů a leží v průlivu Long Island Sound půl kilometru od ostrova City Island. Patří k městské části Bronx a spravuje ho New York City Department of Parks and Recreation.
Ostrov byl v minulosti využíván jako zajatecký tábor, karanténní stanice a chudobinec, od roku 1977 je neobydlený. V letech 1956 až 1971 zde byly rozmístěny rakety Projektu Nike.
Od roku 1869 je na Hartově ostrově hromadné pohřebiště pro lidi, jejichž těla si v newyorských márnicích nikdo nevyzvedne. Hroby kopou trestanci z nedalekého Rikers Islandu. Podle odhadů sem byly uloženy ostatky více než miliónu lidí. Skončily zde i známé osobnosti, jako spisovatel Leo Birinski nebo herec Bobby Driscoll. V době pandemie covidu-19 ve Spojených státech amerických bylo na ostrově pochováváno denně okolo 25 lidí.
V důsledku mořských bouří ostrov podléhá erozi.